# Simon Kuznets
Simon Smith Kuznets (Pinsk, 30 aprile 1901 – Cambridge, 8 luglio 1985) è stato un economista statunitense, nato in una famiglia ebrea in Bielorussia.
Vinse il premio Nobel per l'economia nel 1971 «per la sua interpretazione, empiricamente fondata, della crescita economica, che ha portato ad una nuova e più approfondita analisi della struttura sociale ed economica e del suo processo di sviluppo».

## Biografia
Nacque a Pinsk (all'epoca nell'Impero russo, oggi Bielorussa), da una famiglia ebraica. Iniziò gli studi universitari nel suo Paese natale ma nel 1922 si trasferì negli Stati Uniti, dove si laureò in economia all'Università della Columbia nel 1923 e ottenne il dottorato nel 1926. In seguito, divenne professore alla Wharton School dell'Università della Pennsylvania (1936-1954), alla Johns Hopkins (1954-1960) e ad Harvard (fino al 1971). Era sposato con Edith Handler, dalla quale aveva avuto due figli, Paul e Judith.

## Pensiero economico
Una delle sue prime idee fu di mettere in relazione la crescita economica e la distribuzione del reddito. La sua idea era che la crescita fosse necessaria per ridurre le diseguaglianze, sebbene questa sia fisiologica all'inizio della crescita, quando c'è la necessità di realizzare grandi investimenti in infrastrutture e in beni capitali. Di conseguenza, secondo Kuznets, l'aumento dell'occupazione e l'aumento della produttività avrebbero portato ad un aumento dei salari e ad una distribuzione più eguale del reddito. Questo meccanismo è rappresentato dalla curva di Kuznets.
Sebbene avesse ipotizzato la relazione tra la crescita economica e la distribuzione del reddito, fu sempre molto critico riguardo alla pretesa di misurare il benessere sociale basandosi sul reddito pro capite, come sostenne in un discorso al Congresso degli Stati Uniti. Anni più tardi, dichiarò che bisognava tener conto delle differenze tra la quantità e la qualità della crescita, dei suoi costi e dei suoi benefici, e distinguere tra breve e lungo periodo.

## Opere principali
- Cyclical fluctuations, 1926
- Secular movements in production and prices, 1930
- National income and capital formation, 1932
- National income, 1941
- National product since 1869, 1946
- Capital in the American Economy: Its Formation and Financing, 1961
- Economic growth and structure: selected essays, 1965
- Modern economic growth, 1966
- Population, capital and growth, 1974